# Cipolla di Giarratana
La cipolla di Giarratana  è una varietà di cipolla, dolce e dalle dimensioni considerevoli, con bulbi dalla forma schiacciata e tunica di colore bianco-brunastro, che è coltivata nel territorio del comune di Giarratana, negli Iblei. Può raggiungere i tre chili e mezzo di peso.
È un prodotto tipico siciliano e grazie al suo particolare gusto dolce e mai pungente, la cipolla di Giarratana è stata inserita nella lista dei prodotti agroalimentari tradizionali italiani (P.A.T.) del Ministero delle politiche agricole alimentari e forestali (Mipaaf).

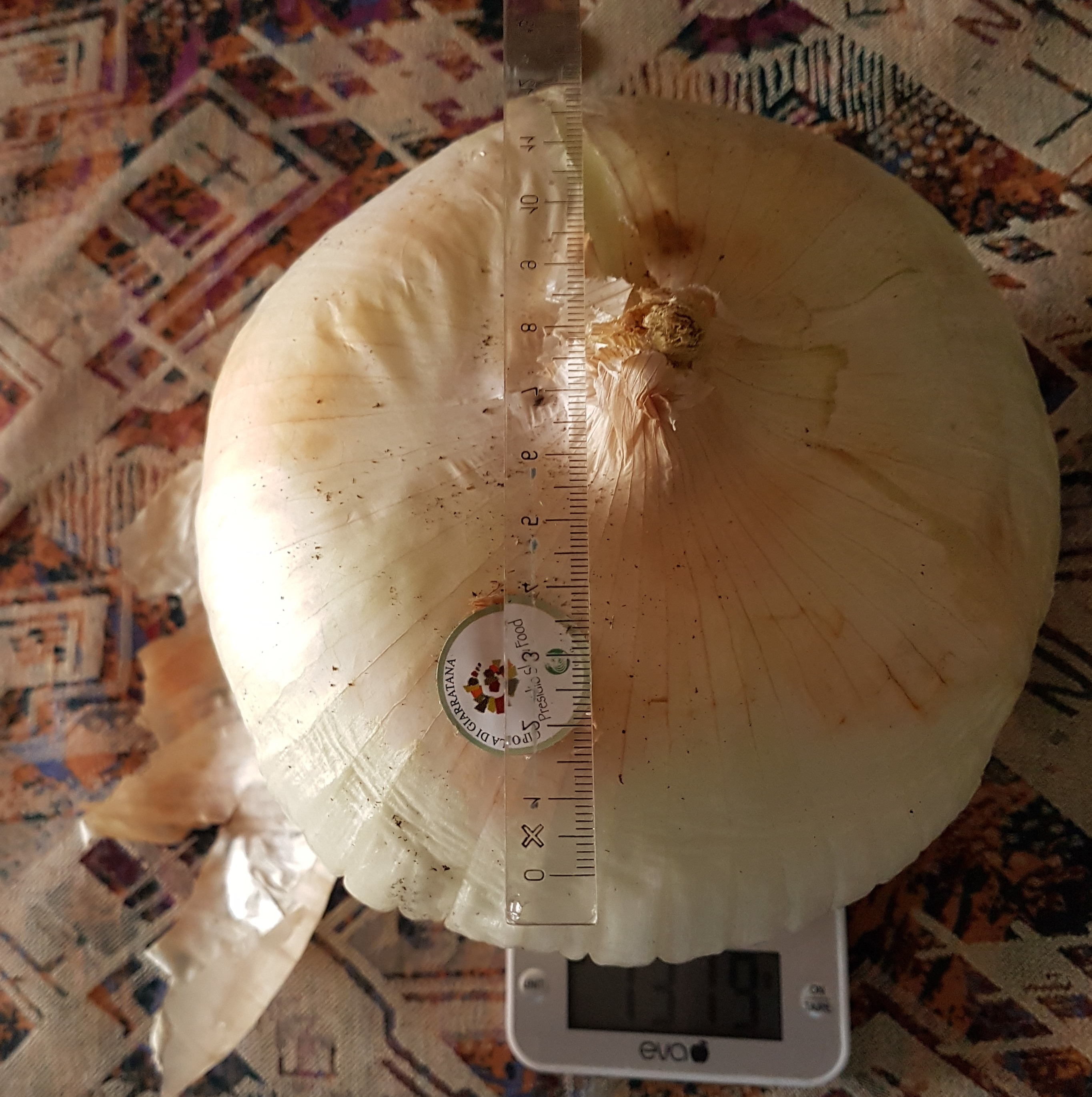
Cipolla di Giarratana pesata e misurata